# Goettel Escarpment
Das Goettel Escarpment ist eine markante Geländestufe des Dyer-Plateaus im Palmerland auf der Antarktischen Halbinsel. Sie befindet sich 8 km nördlich des Orion-Massivs und nahe dem Kopfende des Chapman-Gletschers.
Das Advisory Committee on Antarctic Names benannte sie 1976 nach Frederick A. Goettel von der United States Coast Guard, Kommandant der USCGC Westwind zur Unterstützung des Baus der Palmer-Station im Zuge der Operation Deep Freeze im Jahr 1967.